# Verkiezingen voor het Europees Parlement 2004/Kandidatenlijst/CSP
Dit is de kandidatenlijst van de Belgische CSP voor de Europese Parlementsverkiezingen van 2004. De verkozenen staan vetgedrukt.

## Effectieven
1. Mathieu Grosch

## Opvolgers
1. Joseph Maraite
2. Pascal Arimont
3. Anne Marenne-Loiseau
4. Irene Reinertz-Maraite
5. Maria Mennicken-Ploumen
6. Christian Krings